# Квинт Лутаций Церкон
Квинт Лута́ций Церко́н (лат. Quintus Lutatius Cerco; умер в 236 году до н. э., Рим, Римская республика) — римский военачальник и политический деятель из плебейского рода Лутациев, консул 241 года до н. э., цензор 236 года до н. э.

## Происхождение
Квинт Лутаций принадлежал к плебейскому роду, представители которого могли обосноваться в Риме в первой половине III века до н. э. Известно, что Лутации были богаты и обладали обширными земельными владениями; к 240-м годам до н. э. они могли уже войти в состав римского нобилитета. Первым консулом в этой семье стал старший брат Квинта Гай Лутаций Катул.
Согласно Капитолийским фастам, у отца и деда Квинта Лутация был преномен «Гай».

## Биография
Первое упоминание о Квинте Лутации в сохранившихся источниках относится к 241 году до н. э., когда Церкон стал консулом совместно с патрицием Авлом Манлием Торкватом Аттиком. На этой должности Квинт Лутаций был наследником своего брата Гая. Ещё шла Первая Пуническая война, но на театре военных действий командовал Катул, обладавший проконсульскими полномочиями.
В Риме в консульский год Квинта Лутация произошли два масштабных стихийных бедствия. Сначала Тибр из-за ливней вышел из берегов и затопил всю низинную часть города; затем произошёл пожар, который, по словам Орозия, «уничтожил столько богатств, сколько не могли принести многочисленные победы на чужбине». Сгорел в том числе и храм Весты; великому понтифику Луцию Цецилию Метеллу пришлось спасать из огня священный палладиум. После этих бедствий Церкон хотел запросить оракул у Фортуны Пренестинской, но сенат запретил ему это.
По данным Евтропия, в начале того же года против Рима восстали фалиски, но были усмирены консулами всего за шесть дней. 15 тысяч фалисков погибли, половина всей, принадлежавшей этой общине, земли отошла Риму. Церкон отпраздновал триумф 1 марта, а его коллега — тремя днями позже. Орозий относит эту войну к 238 году до н. э., приписывая подавление восстания тогдашним консулам, но это, по-видимому, ошибка.
10 марта 241 года до н. э. брат Квинта Лутация разгромил карфагенский флот при Эгатских островах, а затем заключил мирный договор. Церкон вошёл в состав комиссии из десяти сенаторов, которая отправилась на Сицилию, чтобы организовать там первую провинцию Рима.
В 236 году до н. э. Квинт Лутаций стал цензором совместно с патрицием Луцием Корнелием Лентулом Кавдином. Он умер до истечения полномочий.

## Потомки
Некто Гней Лутаций Церкон был участником посольства, направленного в 173 году до н. э. в Македонию и Египет. Предположительно это был внук Квинта Лутация.